# Czesław Nowicki (piłkarz)
Czesław Nowicki (ur. 16 września 1932 w Dzierzgowie, zm. 5 września 2002 w Gdańsku) – polski piłkarz grający na pozycji pomocnika, zawodnik klubu Lechii Gdańsk.
W latach 1952–1963 był podstawowym graczem Lechii w ekstraklasie, wystąpił w 189 spotkaniach (co daje mu drugie miejsce, po Romanie Koryncie), strzelając 30 bramek (co jest trzecim wynikiem w historii klubu).